# Redło (powiat Goleniowski)
Redło is een plaats in het Poolse district  Goleniowski, woiwodschap West-Pommeren. De plaats maakt deel uit van de gemeente Osina.